# Basscadet
Albums de Autechre
Incunabula
(1993) Anti EP
(1994)
Basscadet ou Basscadet Mixes est un EP du groupe anglais de musique électronique Autechre, sorti sur le label Warp Records en 1994.
Il contient une succession de remixes du morceau Basscad originellement apparu sur l'album Incunabula.

## Liste des titres
1. Basscadet (Bcdtmx) – 6:49
2. Basscadet (Beaumonthannanttwomx) – 8:14
3. Basscadet (Seefeelmx) – 6:51
4. Basscadet (Tazmx) – 6:54
5. Basscadet (Basscadubmx) – 9:37
6. Basscad (12/4cadetmx) – 4:12 (édition vinyle uniquement)